# Клъстеризация на резултатите от търсене
Кластериза́цията на резулта́тите от търсенето е групиране на резултатите от търсенето в търсачка по един или друг признак с цел да се групират резултатите от търсенето в по-удобен вид за разглеждане.
Например, в корпусната лингвистика при търсене в достатъчно обширна област може да се получат стотици или хиляди резултати (използвани в контекста), които просто физически е невъзможно да бъдат прегледани за ограничено време. Този проблем се разрешава с клъстеризация на резултатите от търсенето.